# Michael Shea (Autor)

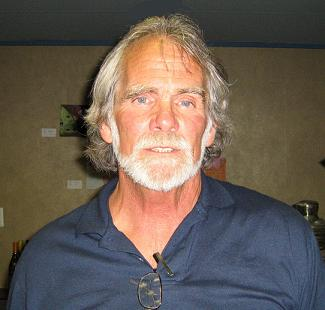
Michael Shea 2008

Michael Shea (geboren am 3. Juli 1946 in Culver City, Kalifornien; gestorben am 16. Februar 2014 in San Francisco, Kalifornien) war ein amerikanischer Schriftsteller im Bereich Fantasy, Science-Fiction und Horrorliteratur. Shea schrieb hauptsächlich Fantasy und benutzte in seiner Science-Fiction häufig Motive der Horrorliteratur. Shea ist am besten für seine Nifft-Trilogie bekannt. 

## Leben
Michael Shea wuchs in Culver City in unmittelbarer Nähe der MGM-Studios auf. Er studierte an der UCLA und der University of California in Berkeley. 1966 las er The Eyes of the Overworld (deutsch als Das Auge der Überwelt und als Der Lachende Magier) von Jack Vance, den zweiten Roman in dessen Dying-Earth-Zyklus. Die Lektüre beeindruckte ihn so, dass er vier Jahre später, nach einer ersten Ehe und einer zweijährigen Reise als Tramper in Frankreich und Spanien, eine Fortsetzung schrieb, die mit Billigung von Jack Vance 1974 unter dem Titel A Quest for Simbilis (deutsch als Reise in die Unterwelt bzw. Cugel in der Unterwelt) erschien.
Auch Sheas bekanntestes Werk, die Nifft-Trilogie, hat Jack Vance einiges zu verdanken. Für deren ersten Band Nifft the Lean (1982, deutsch als Die Reise durch die Unterwelt und Fischzug im Dämonenmeer), erhielt er 1983 den World Fantasy Award. The Growlimb erhielt 2005 den World Fantasy Award als beste Kurzgeschichte.
1987 ließ Shea sich im kalifornischen Healdsburg nieder.
Auch bei seinen weiteren Werken bewegte er sich gerne in den fiktiven Welten anderer Autoren.
So lehnt sich der 1984 erschienene Roman The Color Out of Time (deutsch als Die Farbe aus der Zeit) an H. P. Lovecrafts Kurzgeschichte Die Farbe aus dem All an. Seine dem Lovecraftschen Cthulhu-Mythos nahestehenden Erzählungen sind 2017 als Demiurge: The Complete Cthulhu Mythos Tales of Michael Shea gesammelt erschienen.
Sein letztes Werk war die als Trilogie angelegte Extra-Romanserie, deren dritter Band aufgrund Sheas plötzlichem Tod nicht mehr fertiggestellt wurde. Die Romane sind in einem Los Angeles der nahen Zukunft angesiedelt, in dem die Armen vor laufenden Fernsehkameras um ihr Überleben kämpfen.

“… brutally over the top, and its characters function more as types than flesh and blood. But Shea’s broad strokes are pretty vibrant and never less than fully entertaining.”

„… brutal übertrieben, und seine Charaktere fungieren eher als Typen als als Fleisch und Blut. Aber Sheas breite Schläge sind ziemlich lebhaft und nicht weniger als unterhaltsam.“

Shea war 35 Jahre mit der Künstlerin Linda Shea verheiratet und hatte zwei Kinder.
Seine Erzählung The Autopsy (deutsch: Die Autopsie, 1980) wurde 2022 von David S. Goyer verfilmt, als in sich abgeschlossene Episode der Anthologieserie Guillermo del Toro’s Cabinet of Curiosities.

## Bibliografie
Nifft
- 1 Nifft the Lean (1982, Sammlung)
  - Deutsch: Die Reise durch die Unterwelt. Ullstein Science Fiction & Fantasy #31081, 1984, ISBN 3-548-31081-8 (enthält nur einen Teil der Erzählungen der Originalausgabe).
- 2 The Mines of Behemoth (1996, 1997)
- 3 The A’rak (2000)
- The Pearls of the Vampire Queen (1977, Kurzgeschichte)
  - Deutsch: Die Perlen der Vampirkönigin. In: Die Reise durch die Unterwelt. 1984.
- Come Then, Mortal. We Will Seek Her Soul (1982, Kurzgeschichte)
  - Deutsch: So komm denn, Sterblicher – wir suchen ihre Seele. In: Die Reise durch die Unterwelt. 1984.
- Shag Margold’s Eulogy of Nifft the Lean, His Dear Friend (1982, Kurzgeschichte)
  - Deutsch: Shag Margolds Lobrede auf den Dürren Nifft seinen lieben Freund. In: Die Reise durch die Unterwelt. 1984.
- The Fishing of the Demon-Sea (1982, Kurzgeschichte)
  - Deutsch: Fischzug im Dämonenmeer. Ullstein Science Fiction & Fantasy #31098, 1985, ISBN 3-548-31098-2.
- The Goddess in Glass (1982, Kurzgeschichte)
  - Deutsch: Die Göttin im Glas. In: Die Reise durch die Unterwelt. 1984.
- The Incompleat Nifft (2000, Sammelausgabe von 1 und 2)
- Epistle from Lebanoi (2012, Kurzgeschichte)

The Extra
- 1 The Extra (2010)
- 2 Assault on Sunrise (2013)
- The Extra (1987, Kurzgeschichte)

Einzelromane
- A Quest for Simbilis (1974)
  - Deutsch: Reise in die Unterwelt. Übersetzt von Lore Strassl. Pabel (Terra Taschenbuch #285), 1977. Auch als: Cugel in der Unterwelt. Übersetzt von Lore Strassl. Fantasy Productions, Erkrath 2008, ISBN 978-3-89064-470-7.
- The Color Out of Time (1984)
  - Deutsch: Die Farbe aus der Zeit. Festa (H. P. Lovecrafts Bibliothek des Schreckens #2614), 2004, ISBN 3-935822-67-7.
- In Yana, the Touch of Undying (1985)
- I, Said the Fly (1993)

Sammlungen
- Polyphemus (1987)
- The Autopsy and Other Tales (2008)
- Copping Squid and Other Mythos Tales (2009)
- And Death Shall Have No Dominion: A Tribute to Michael Shea (2016)
- Demiurge: The Complete Cthulhu Mythos Tales of Michael Shea (2017)

Kurzgeschichten
- The Angel of Death (1979)
  - Deutsch: Der Engel des Todes. In: Werner Fuchs (Hrsg.): Grotte des tanzenden Wildes. Droemer Knaur (Knaur Science Fiction & Fantasy #5754), 1982, ISBN 3-426-05754-9.
- The Autopsy (1980)
  - Deutsch: Die Autopsie. Übersetzt von Biggy Winter. In: Manfred Kluge (Hrsg.): Terrarium. Heyne Science Fiction & Fantasy #3931, 1982, ISBN 3-453-30854-9. Auch als: Die Autopsie. Übersetzt von Stefan Troßbach. In: Edward L. Ferman, Anne Jordan (Hrsg.): Die besten Horror-Stories. Droemer Knaur (Knaur Horror #1835), 1989, ISBN 3-426-01835-7.
- Polyphemus (1981)
- Nemo Me Impune Lacessit (1982)
- That Frog (1982)
- The Horror on the #33 (1982)
  - Deutsch: Horror in Linie 33. In: Ronald M. Hahn (Hrsg.): Mythen der nahen Zukunft. Heyne Science Fiction & Fantasy #4062, 1984, ISBN 3-453-31004-7.
- Grunt-12 Test Drive (1983)
  - Deutsch: Probefahrt mit dem Grunt-12. In: Ronald M. Hahn (Hrsg.): Nacht in den Ruinen. Heyne Science Fiction & Fantasy #4099, 1984, ISBN 3-453-31059-4.
- Creative Coverage, Inc. (1983)
- Uncle Tuggs (1986)
- Fill It With Regular (1986)
  - Deutsch: Normalbenzin. In: Ronald M. Hahn (Hrsg.): Reisegefährten. Heyne Science Fiction & Fantasy #4485, 1988, ISBN 3-453-01018-3.
- Fat Face (1987)
  - Deutsch: Fettsack. In: Ellen Datlow, Terri Windling (Hrsg.): Das neue Buch der Fantasy. Bastei Lübbe Paperback #28191, 1990, ISBN 3-404-28191-8.
- Delivery (1987)
- I, Said the Fly (1989)
- Salome (1994)
- Pick and Grim (1994)
- Johnny Crack (1995)
- Tollbooth (1995)
- Fast Food (1995)
- Upscale (1995)
- Piece A' Chain (1996)
- Water of Life (1999)
- For Every Tatter in Its Mortal Dress (2000)
- The Rebuke (2002)
- The Growlimb (2004)
- Incident Report (2004)
- The Presentation (2005)
- The Pool (2007)
- Tsathoggua (2008)
- The Recruiter (2009)
- Copping Squid (2009)
- Dagoniad (2009)
- The Battery (2009)
- Tsathoggua (2009)
- Hew the Tintmaster (2010)
- Momma Durtt (2012)
- Under the Shelf (2014)
- Beneath the Beardmore (2014)
- An Open Letter to Mr. Edgar Allan Poe, from a Fervent Admirer (2016)
- Credit Card (2016)
- In Memory Drive Slow (2016)
- King Gil Gomez and Monkey-Do (2016)
- Demiurge (2017)